# فيليب مايا
فيليب مايا دي فريتاس المعروف بـفيليب مايا (11 مايو 1995 في البرازيل - ) هو لاعب كرة قدم برازيلي يلعب في مركز الدفاع في نادي العدالة.

## روابط خارجية
- فيليب مايا على موقع قاعدة بيانات كرة القدم.إي يو (الإنجليزية)
- فيليب مايا على موقع Soccerway.com (الإنجليزية)